# YB-9轟炸機
Boeing YB-9是一款由波音研製的單翼轟炸機。

## 發展
1930年5月，波音試飛波音單郵件飛機。單郵件飛機在當時具有突破性的設計，並獲得陸軍的青睞，希望以此為基礎研製一款轟炸機。有別於當時主流的轟炸機，該機具有捨伸縮起落架以及是一種帶有可伸縮起落架的半硬殼式受力蒙皮懸臂單翼機。
波音先以公司名義自行建造兩架原型機（分別為採用柯蒂斯V-1570-29征服者發動機的Model 214，和採用普惠R-1860引擎Hornet B 星形引擎的Mdoel 215)。飛行員和副駕駛坐在分開的開放式駕駛艙內，副駕駛兼作投彈手，坐在飛行員的前面。兩名砲手則分別位於機頭和機背，而無線電操作員則位於機身內。
第一架原型機Model 215(民用標誌和飛機註冊號'X-10633)於1931年4月13日首飛。而後該機出租給陸軍，編號為XB-901。隨後XB-901和尚未完工的Model 214於1931年8月13日分別以YB-9和Y1B-9被陸軍收購，隨後訂購了5架進行服役測試。
Y1B-9（Y1表示正常財政年度採購之外的資金）採用兩具液冷柯蒂斯V-1570-29征服者發動機，並於1931年11月5日首飛。同時，由於採用大黃蜂的BYB-9表現出比Y1B-9稍好的性能，因此Y1B-9也採用了黃蜂B。
Y1B-9A（波音型號246）配備普惠R-1860-11 Hornet B發動機，為重新發動機的YB-9和Y1B-9 提供動力，並以247D運輸機為模型重新設計垂直安定面。雖然YB-9曾經考慮使用封閉式座艙蓋，但B-9從未安裝過它們。雖然YB-9具有與現役戰鬥機相當的速度，但陸軍沒有下訂新的訂單，因為格倫·L·馬丁公司已經推出XB-907，後續作為B-10轟炸機服役。

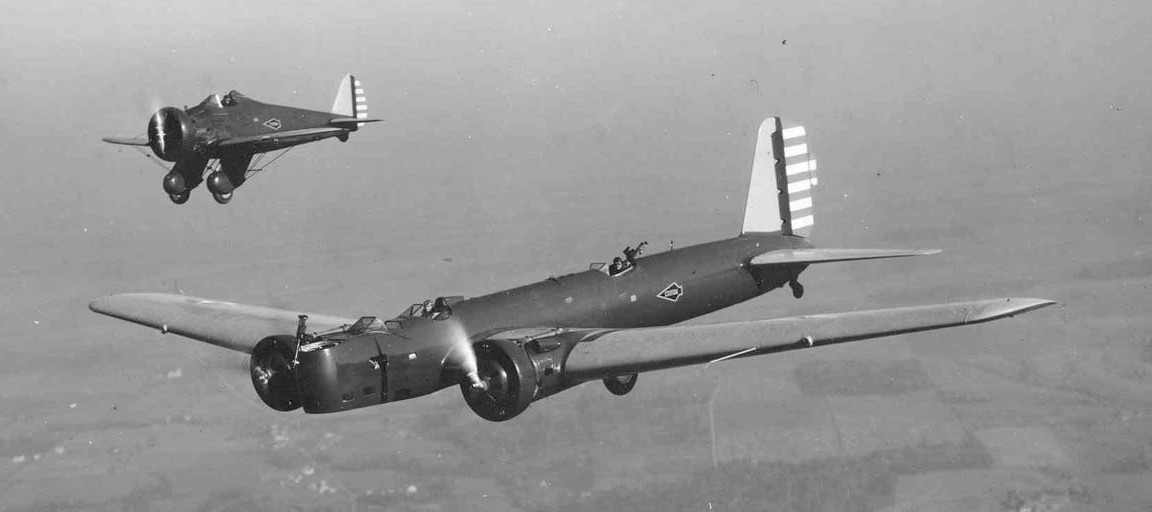
與Y1B-9A伴飛的P-26戰鬥機

五架Y1B-9A於1932年9月14日在第二轟炸機大隊的第20和第49轟炸中隊服役，所有型號均於1933年3月底投入使用。兩架B-9於1933年墜毀，而剩餘的B-9在接下來的兩年中逐漸淘汰，最後一架於1935年4月26日除役。

## 型號

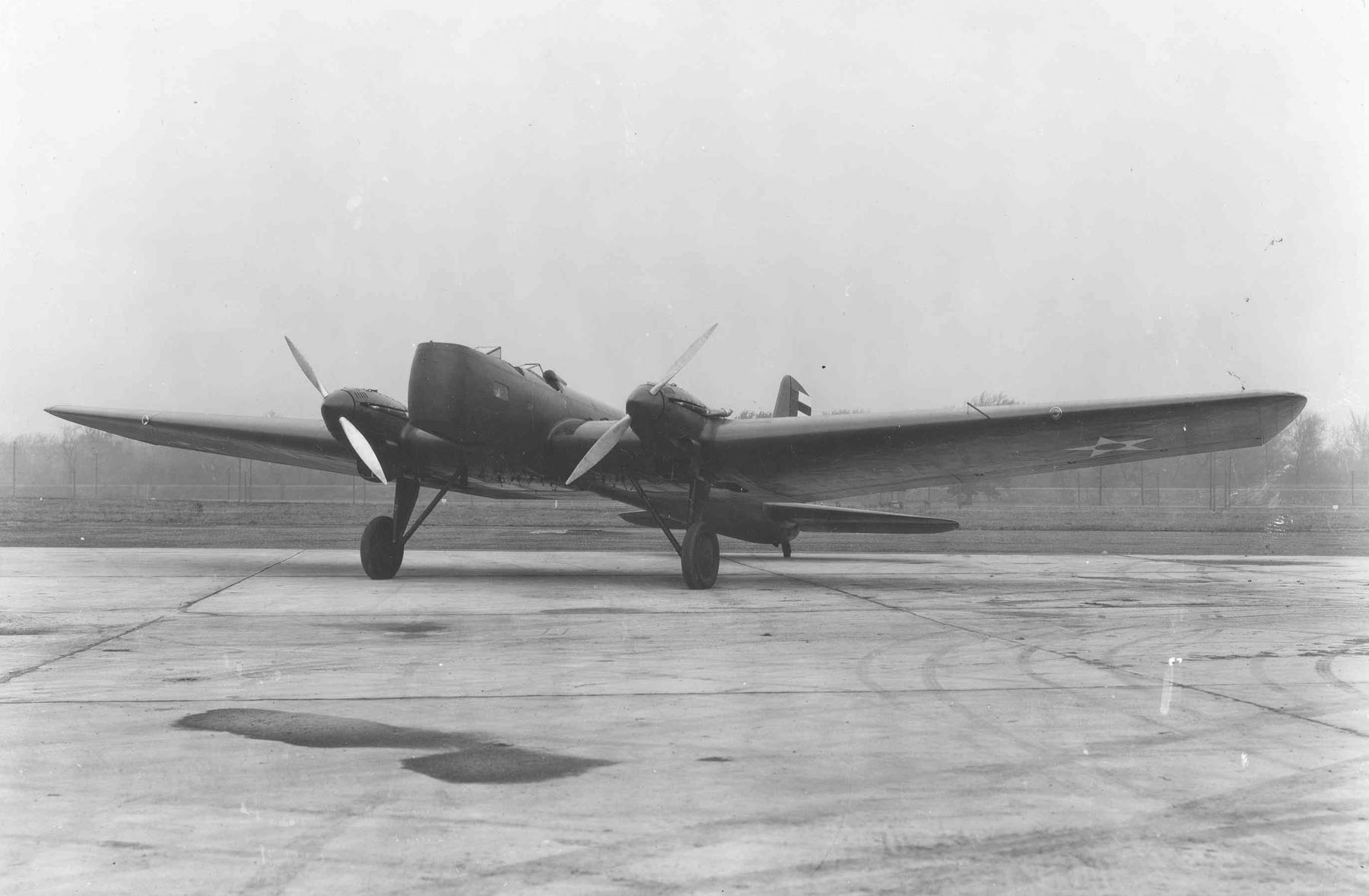

- YB-9:共1架，普惠R-1860-13黃蜂B（英语：Pratt & Whitney R-1860 Hornet B）。後採用普惠R-1860-11黃蜂B（英语：Pratt & Whitney R-1860 Hornet B）

Boeing model B-215
contract number: XB-901
- Y1B-9共1架，採用柯蒂斯V-1570-29挑戰者（英语：Curtiss GIV-1570 Conqueror）。後採用普惠R-1860-11黃蜂B（英语：Pratt & Whitney R-1860 Hornet B）

Boeing model B-214
- Y1B-9A共5架，普惠R-1860-11黃蜂B（英语：Pratt & Whitney R-1860 Hornet B）(Y1G1SR-1860B)並且對結構進行許多改動。

Boeing model B-246

### 書目
- Baugher, Joe. . Encyclopedia of American Aircraft. 10 September 2002  [7 July 2010]. （原始内容存档于2012-03-18）.
- Bowers, Peter M. . London: Putnam. 1989. ISBN 0851778046.
- Jones, Lloyd. . Fallbrook, CA: Aero Publishers. 1974. ISBN 0816891265.
- Pelletier, Alain. . Air Enthusiast. Vol. 101. September–October 2002: 44–49.
- Swanborough, F. G.; Bowers, Peter M. . London: Putnam. 1963.
- Wagner, Ray. . New York: Doubleday. 1982. ISBN 0930083172.